# Crooked River (film)
Crooked River è un film del 1950 diretto da Thomas Carr.
È un western statunitense con James Ellison, Russell Hayden, Raymond Hatton, Fuzzy Knight e Julie Adams.

## Produzione
Il film, diretto da Thomas Carr su una sceneggiatura di Ron Ormond e Maurice Tombragel, fu prodotto da Ron Ormond per la Lippert Pictures e girato nell'Iverson Ranch a Chatsworth, Los Angeles, California, nelle Alabama Hills a Lone Pine, California, dal novembre del 1949. Il titolo di lavorazione fu Hostile Country.

## Distribuzione
Il film fu distribuito negli Stati Uniti nell'aprile del 1950 al cinema dalla Lippert Pictures. È stato distribuito anche in Germania Ovest nel 1954 con il titolo Banditenjäger dalla Super-Film Verleih GmbH e nel Regno Unito dalla Exclusive Films nel 1950.

## Promozione
Le tagline sono:
- LEAD-LASHED VIOLENCE RULES THE RANGE!
- THE WEST CHEERED THEIR NAMES! Raw-fisted heroes whose blasting guns and blazing courage brought peace to the rangelands!
- ROARING ACTION!